# رژه رنگ‌ها

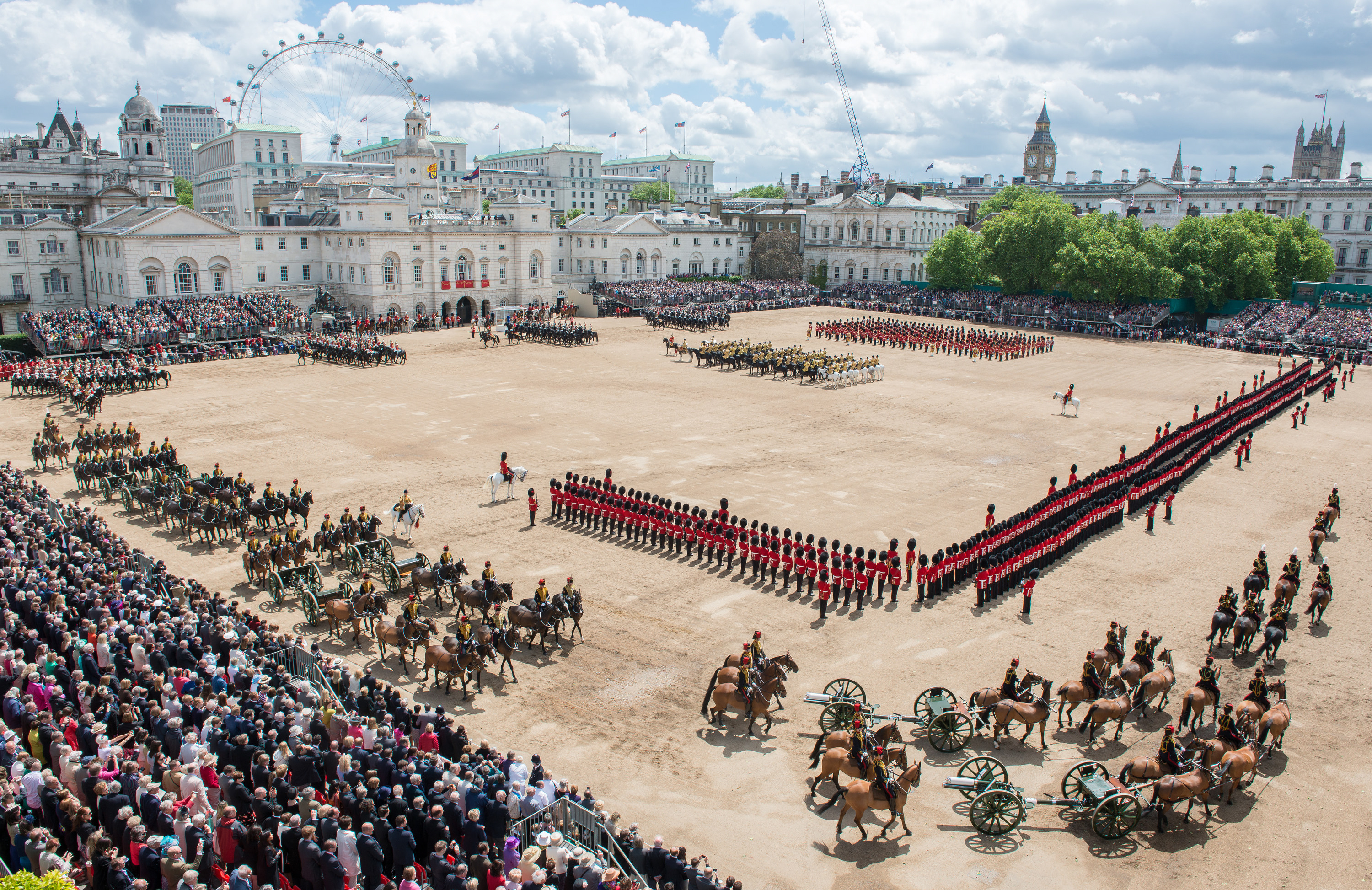
رژه رنگ‌ها در سال ۲۰۱۳ در روز تولد ملکه الیزابت دوم در لندن

رژه رنگ‌ها (انگلیسی: Trooping the Colour) مراسمی است که توسط هنگ‌های نیروی زمینی بریتانیا و کشورهای اتحادیه کشورهای مشترک‌المنافع انجام می‌شود. این رسم پیاده‌نظام انگلیس از قرن ۱۷ میلادی بوده‌است، اگرچه ریشه آن خیلی زودتر برمی گردد. در میدان جنگ، از رنگ پرچم‌های هنگ به عنوان نقاط تجمع استفاده می‌شد. در نتیجه، هنگ‌ها نشان‌های هنگ با رنگ‌های مختص به آن هنگ را به آرامی در بین صفوف سربازان حرکت می‌دادند تا سربازان بتوانند رنگ هنگ‌های خود را تشخیص دهند.
امروزه این مراسم در تولد ملکه الیزابت دوم برگزار می‌شود.